# Porcellio strandi
Porcellio strandi är en kräftdjursart som beskrevs av Hans Strouhal1937. Porcellio strandi ingår i släktet Porcellio och familjen Porcellionidae. Inga underarter finns listade i Catalogue of Life.